# Organizacja paramilitarna

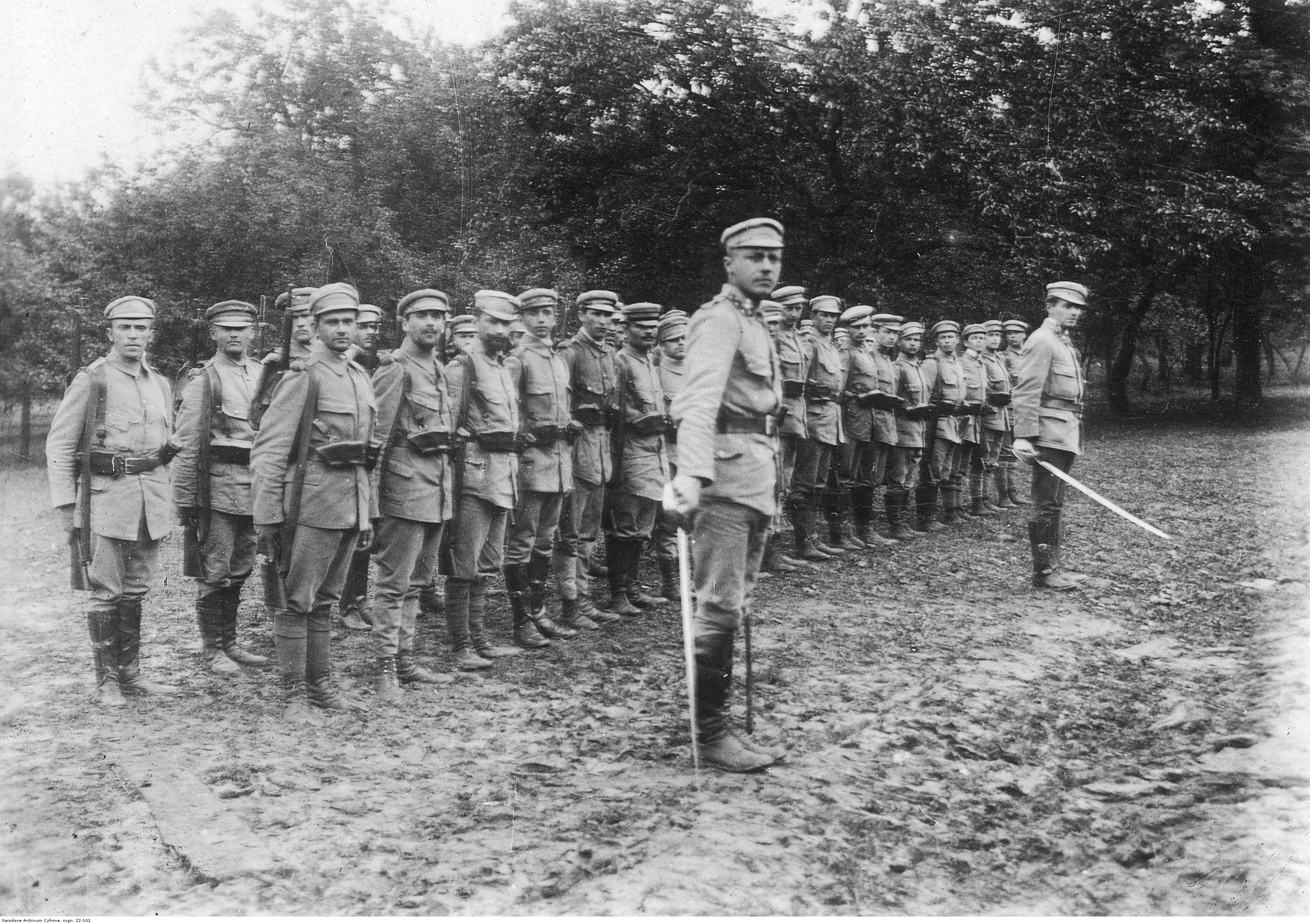
Członkowie paramilitarnego Związku Strzeleckiego, stanowiącego podstawę struktur przyszłej formacji wojskowej – Legionów Polskich

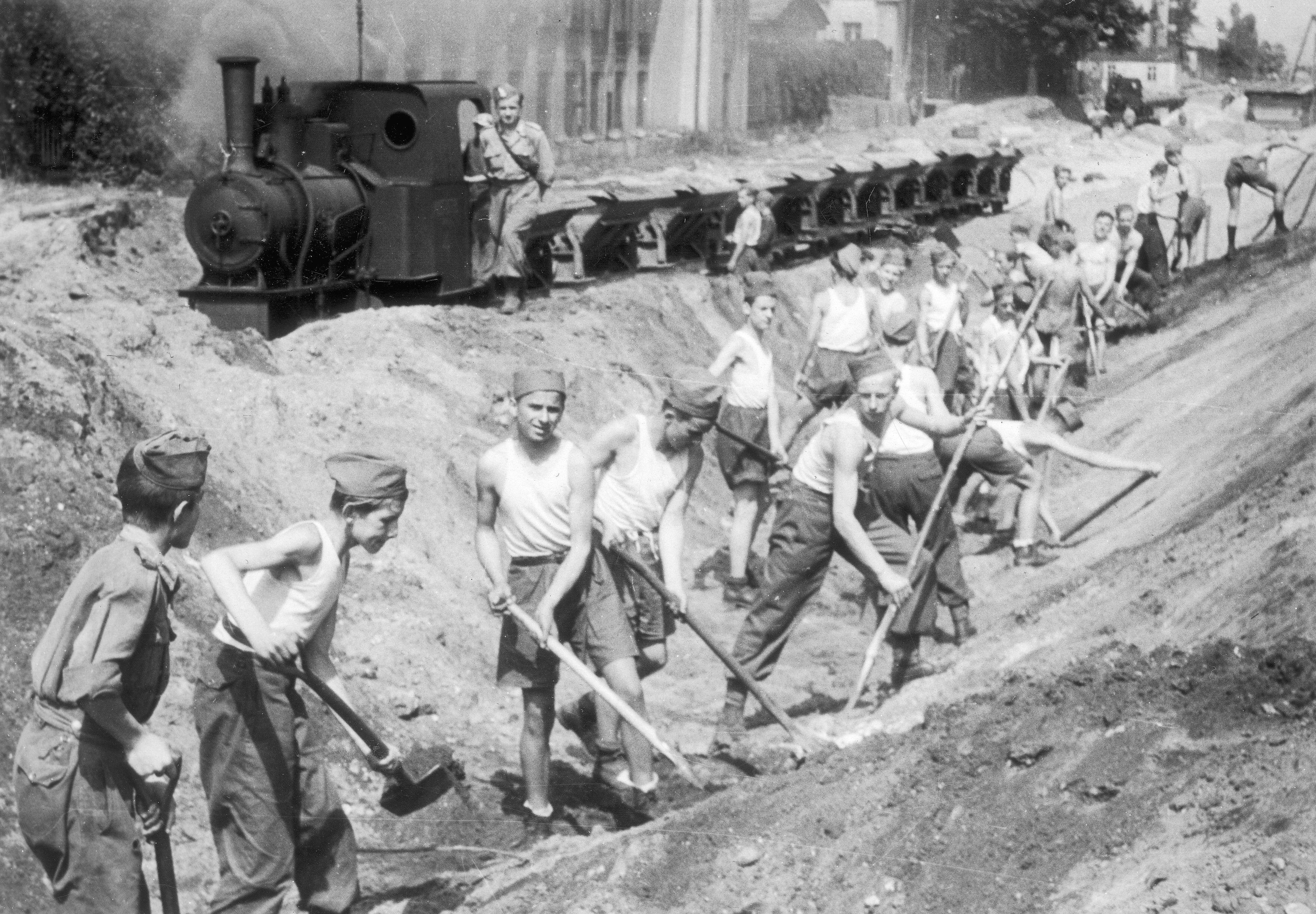
Junacy z organizacji „Służba Polsce” podczas prac ziemnych. Przykład organizacji paramilitarnej nie mającej charakteru zbrojnego

Organizacja paramilitarna – rodzaj organizacji, której sposób funkcjonowania i struktura wewnętrzna wzorowana jest na wojsku. Pojęcie szeroko obejmujące zarówno grupy o charakterze zbrojnym, jak i typowo cywilnym. Mimo że niektóre z organizacji paramilitarnych wykazują cechy silnie upodabniające je do formacji wojskowych, nie są one nigdy formalną częścią sił zbrojnych.

## Charakterystyka
Organizacje paramilitarne mogą oferować swoim członkom przeszkolenie wojskowe, stanowiąc bazę rezerw dla właściwych sił zbrojnych (np. Liga Obrony Kraju), a w przypadku braku suwerenności stanowiąc także podstawę do ich utworzenia lub podjęcia walki niepodległościowej (np. Polska Organizacja Wojskowa, Irlandzka Armia Republikańska). Mogą pełnić również istotną funkcję w przysposobieniu społeczeństwa do samoobrony nie tylko w obliczu konfliktów zbrojnych, ale także wobec klęsk żywiołowych, szkoląc swoich członków pod kątem ratownictwa czy pomocy medyczno-sanitarnej (np. organizacje obrony cywilnej). W ramach swojej działalności, niektóre z organizacji podejmują również społeczne prace budowlane, związane z obiektami użyteczności publicznej, umożliwiają zdobywanie kwalifikacji zawodowych (np. Ochotnicze Hufce Pracy),  pomagają zabezpieczać mienie obywateli a także uczestniczą w utrzymaniu porządku publicznego (np. ORMO). Organizacje paramilitarne mogą również prowadzić działalność wychowawczo-oświatową, popularyzując role i zadania wojska oraz idee pro-obronne i patriotyczne w społeczeństwie (np. FIA), ale także pełnić istotną funkcję w militaryzacji państwa, propagując idee związane z podbojami i agresją (np. Hitlerjugend). Niektóre organizacje paramilitarne ze względu na swoje przeszkolenie i zdyscyplinowanie (połączone niekiedy z dostępem do uzbrojenia) mogą zostać wykorzystane do siłowej realizacji przedsięwzięć politycznych (np. SA).

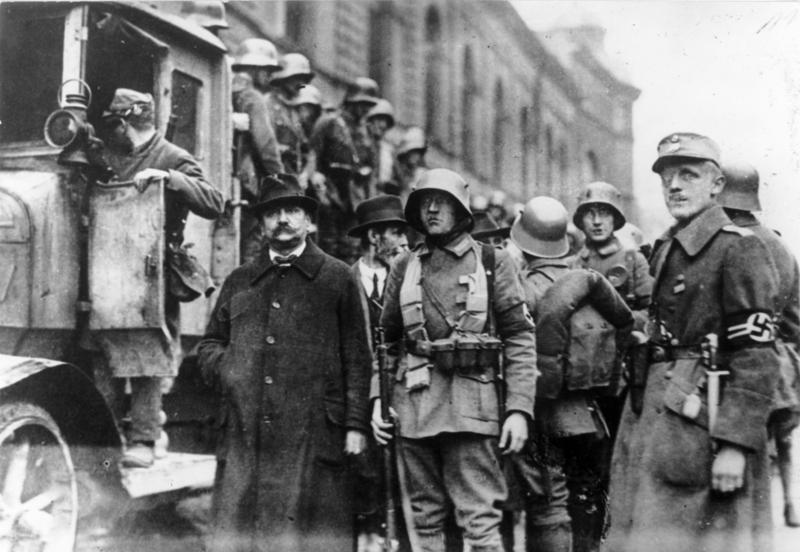
Bojówki nazistowskiej organizacji paramilitarnej SA aresztujące radnych w trakcie puczu monachijskiego. Przy ich użyciu Adolf Hitler próbował siłowo przejąć władzę w Niemczech

Do tego typu organizacji zalicza się zarówno nieformalne przedsięwzięcia prywatne, jak i oficjalne organizacje społeczne (np. stowarzyszenia strzeleckie i harcerskie), niekiedy wskazując że cechy paramilitaryzmu mogą wykazywać również niektóre z organów administracji publicznej (jak np. Straż Graniczna, Straż Ochrony Kolei, Policja czy Straż Leśna). Cechy te można również zaobserwować wśród niektórych organizacji religijnych (np. Armia Zbawienia), ale także wśród politycznych bojówek i grup terrorystycznych (np. Al-Muqawama al-Islamiyya Hezbollahu, brygady al-Kassam Hamasu) oraz niektórych zorganizowanych grup przestępczych.

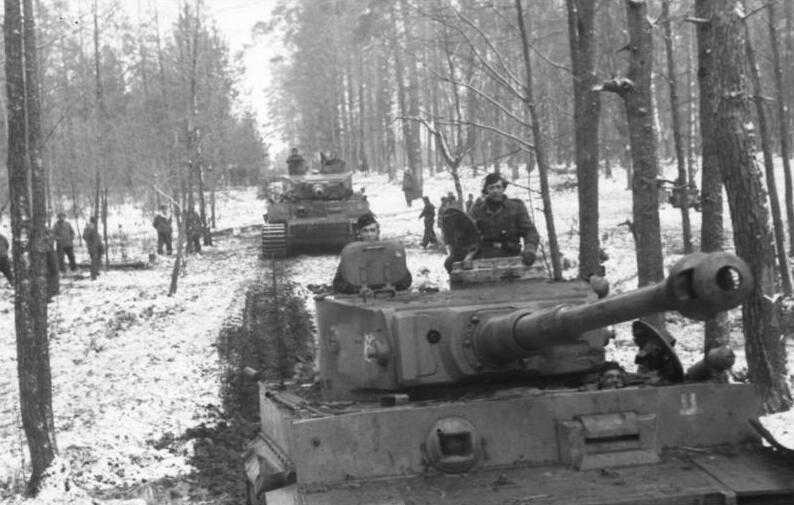
Członkowie 2 Dywizji Pancernej SS „Das Reich”. Formalnie jednostki paramilitarnej, jednak nie ustępującej jakością dywizjom Wehrmachtu. Jednostki Waffen-SS uczestniczyły w walkach na froncie, analogicznie do jednostek regularnej armii

W niektórych państwach organizacje paramilitarne potrafiły zdobyć znaczne wpływy, odgrywając nawet istotną rolę w sprawowaniu władzy. Za przykład może posłużyć niemieckie SS – paramilitarna organizacja nazistowska, która rozrosła się z małego oddziału ochrony założonego w 1925 r. do złożonej struktury, w trakcie II wojny światowej kontrolującej policję, posiadającej własny wywiad (SD) oraz regularne formacje zbrojne (Waffen-SS) stanowiące alternatywę dla oficjalnych sił zbrojnych.